# Ensambladura em cauda de andorinha
Uma ensambladura em cauda de andorinha ou união em cauda de andorinha (também denominada simplesmente cauda de andorinha) é uma técnica de união usada em ensambladura de carpintaria e marcenaria, notável sobretudo pela sua resistência às forças de tração, caracterizando-se pelo encaixe dos elementos por meio de entalhes de formato trapezoidal. Depois de colado, o encaixe dispensa qualquer tipo de auxiliares mecânicos. O uso mais comum da ensambladura em cauda de andorinha é na ligação dos lados com a frente de gavetas em mobiliário. 
A técnica é milenar, e este tipo de união foi já encontrado em peças de mobiliário depositadas em túmulos de múmias datados da I Dinastia do Antigo Egito ou nos túmulos de imperadores chineses. A forma da ensambladura é um método importante na distinção entre vários períodos na história do mobiliário.

Exemplos
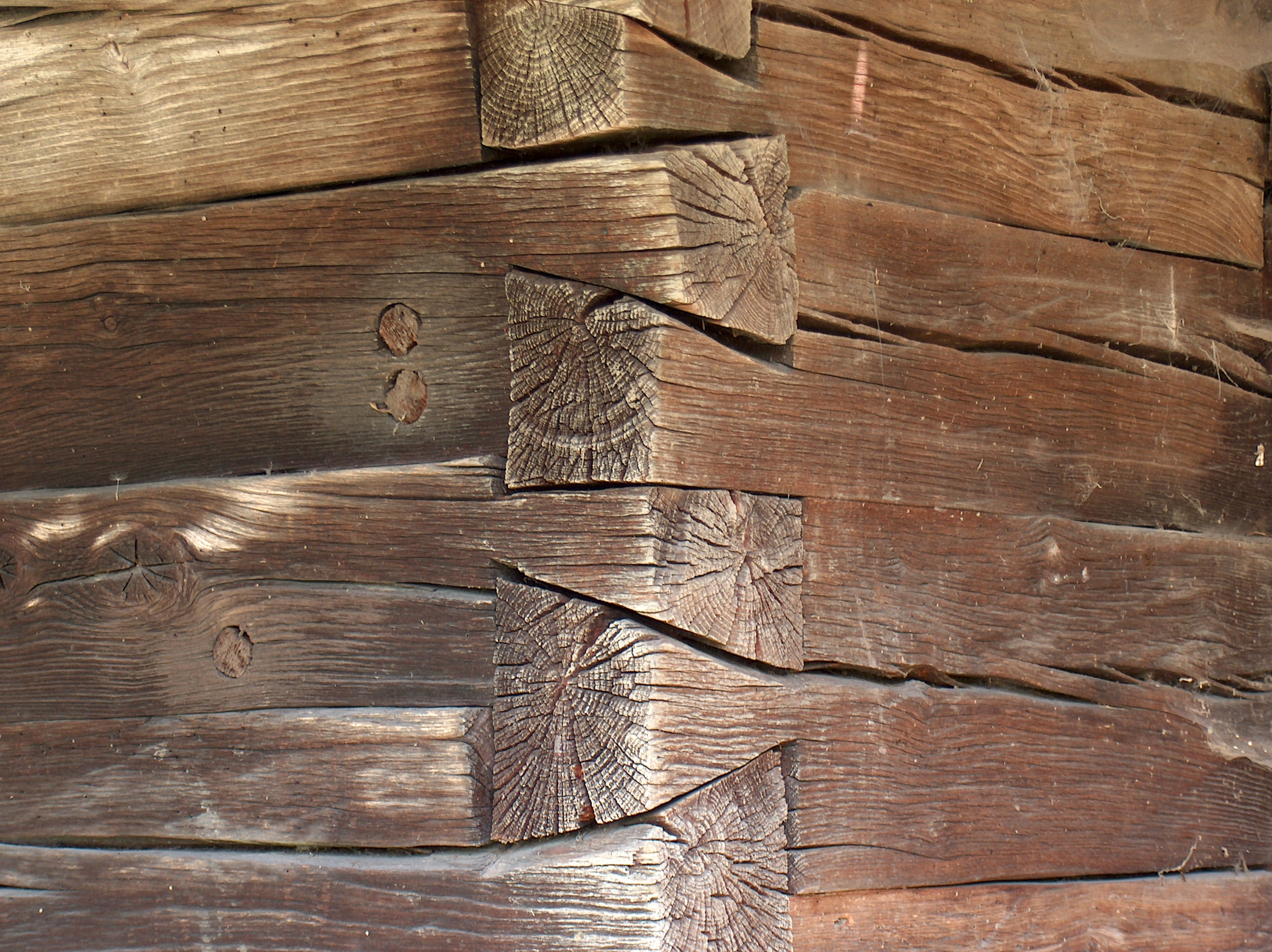
Ensambladura em cauda de andorinha numa igreja romena.
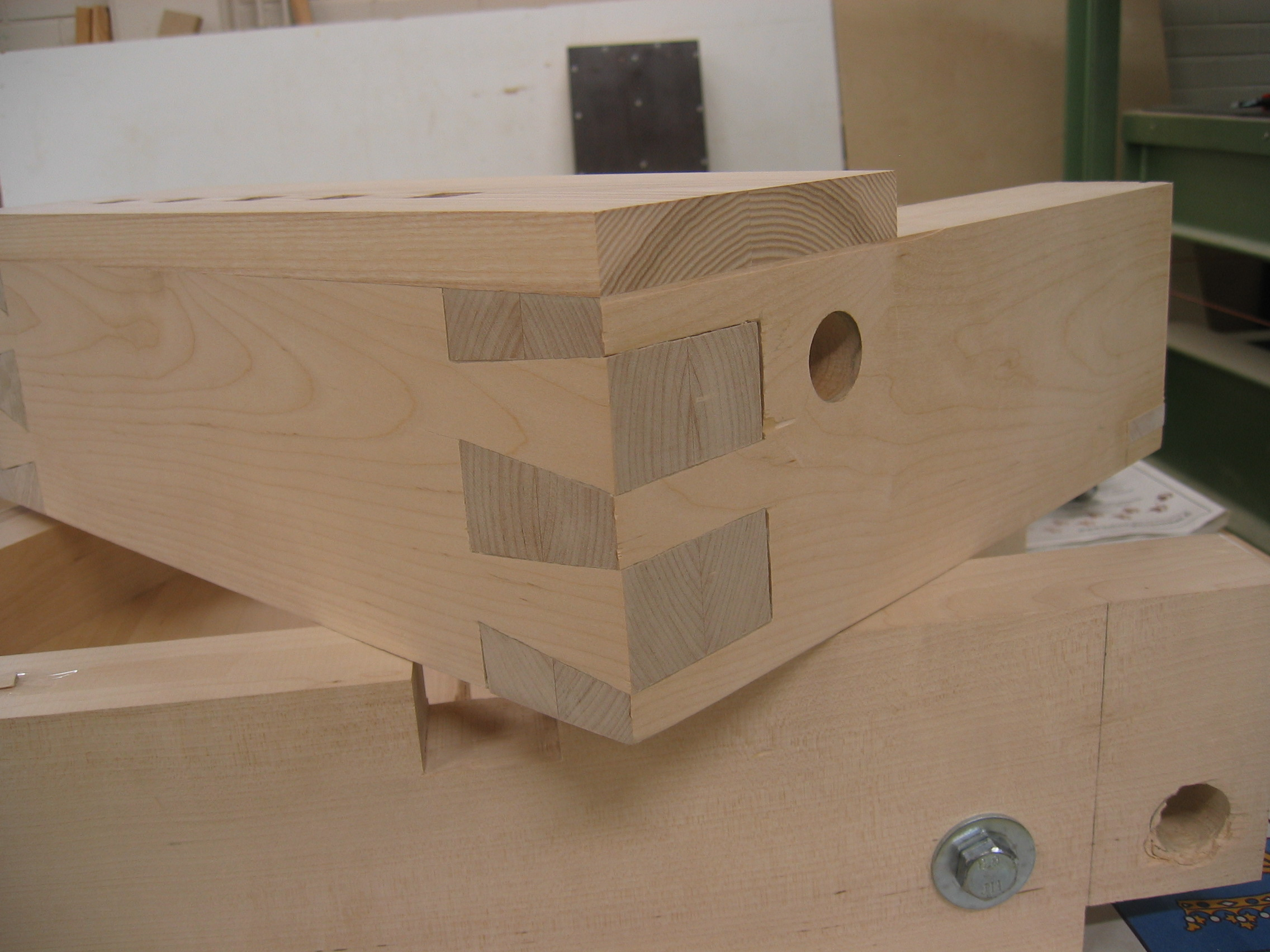
Ensambladura em cauda de andorinha.

## Fora da carpintaria

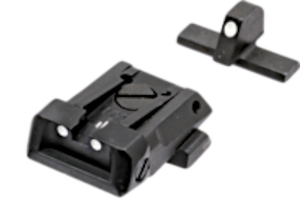
Miras ajustáveis na lateralidade usando "trilhos em cauda de andorinha".

Vale ressaltar que essa técnica de encaixes também é aplicada fora da carpintaria:
- Corrediças em cauda de andorinha, por exemplo, em um torno.[2]
- Conectando lâminas de turbina ao eixo em motores a jato e outras aplicações.[3]
- Relojoaria: encaixar um novo dente, ao substituir dentes quebrados nas engrenagens do relógio.
- Alvenaria: a construção em "cauda de andorinha" é considerada um grande passo em frente no projeto de faróis destinados a áreas particularmente perigosas; o farol de Eddystone e o farol de Fastnet são exemplos da qualidade durável da alvenaria em "cauda de andorinha".
- Impressão 3D: a cauda de andorinha é comummente usada para superar a limitação de tamanho de impressão de objeto físico de uma impressora 3D.[4]
- As miras de ferro em armas de fogo podem ser afixadas por meio de um "trilho em cauda de andorinha" ao receptor ou slide.